# Thalmässing
Thalmässing è un comune-mercato di 5 433 abitanti, situato nel Land tedesco della Baviera.